# Сариджа Ньюнг
Сариджа Ньюнг (индон. Saridjah Niung; 26 марта 1908, Сукабуми, Западная Ява, Голландская Ост-Индия — 12 декабря 1993, Джакарта, Индонезия) — индонезийский композитор, музыкант, драматург, педагог, радиоведущий, художник по батику.

## Биография
Родилась в семье моряка. Училась музыке, игре на скрипке. После окончания университета, преподавала в голландской школе. Стала сочинять песни.
В 1927 году впервые выступила на радио. В то время там использовался лишь голландский язык, поэтому С. Ньюнг, воспитанная в духе патриотизма, начал создавать веселые и патриотические песни для детей на индонезийском языке. Исполняла по радио детские песенки собственного сочинения, которые до сих пор широко звучат в детский садах страны. Создавала радиопостановки.
В годы голландского колониализма сочиняла музыку против японской оккупации, за независимость Индонезии. Автор музыки индонезийских гимнов «Отечество» (индон. "Fatherland" и «Berkibarlah Benderaku».
Автор более 200 песен. Многие её музыкальные произведения стали популярными в Индонезии.
Известна также своими работами по батику.

## Избранные музыкальные сочинения
- Anak Kuat
- Berkibarlah Benderaku
- Bendera Merah Putih
- Burung Kutilang
- Dengar Katak Bernyanyi
- Desaku
- Hai Becak
- Indonesia Tumpah Darahku
- Himne Kemerdekaan
- Kapal Api
- Kampung Halamanku
- Kupu-kupu yang Lucu
- Lagu Bermain
- Lagu Gembira
- Main Ular-Ularan
- Menanam Jagung
- Naik Delman
- Naik-Naik ke Puncak Gunung
- Nenek Moyang
- Pagi-pagi
- Pergi Belajar
- Tanah Airku
- Teka-Teki
- Tidur Anakku
- Tik Tik Bunyi Hujan
- Waktu Sekolah Usai